# Polly fra Cirkus Barnum
Polly fra Cirkus Barnum er en amerikansk stumfilm fra 1917 af Edwin L. Hollywood og Charles Horan.

## Medvirkende
- Mae Marsh som Polly
- Vernon Steele som John Douglas
- Harry LaPearl som Toby
- Wellington A. Playter som Jim
- George S. Trimble som Barker